# Nokia 701
Nokia 701 — смартфон производства компании Nokia. Был официально представлен 24 августа 2011 года на Q4 2011. Позиционировался компанией как смартфон с самым ярким дисплеем в мире. Его яркость — 1 000 нит. Технология экрана — IPS, используется технология ClearBlack. Покрыт защитным стеклом Gorilla glass.

## Функциональность
- Процессор ARM11 на 1 ГГц (после FP1, FP2 тактовая частота процессора возросла до 1,3 ГГц);
- Медиапроцессор с графическим ядром (GPU) Broadcom IV;
- 8 ГБ внутренней памяти;
- Гнездо для карты памяти MicroSD до 256 ГБ;
- 512 MB SDRAM.

### Батарея
- BL-5K 1300 мА·ч Li-Ion батарея;
- Воспроизведение видео (максимум): 6,5 ч.;
- Видеозапись (максимум): 3,8 ч.;
- В автономном режиме: 504 - 551 ч.

### Передача данных
- Разъём 2 мм для зарядного устройства;
- Bluetooth 3.0;
- NFC;
- MicroUSB (поддерживает зарядку);
- Интерфейс High-Speed USB 2.0 (разъем micro USB);
- USB OTG;
- 3.5 мм. Nokia AV;
- FM-радио;
- FM-передатчик.

### Рабочие частоты
- GSM/EDGE 850/900/1800/1900;
- WCDMA 850/900/1700/1900/2100;
- Автоматическое переключение между диапазонами WCDMA и GSM;
- Автономный режим (режим полёта).

## Камера
- Камера 8 Мпикс;
- Full Focus;
- 2-кратный цифровой зум (фото) и 3-кратный цифровой зум (видео);
- Двойная светодиодная вспышка;
- Вспомогательная камера (VGA) для видеосвязи;
- Формат изображений: JPEG/EXIF;
- Запись высококачественных видеороликов 16:9;
- Видео высокой четкости с разрешением 720p;
- Разрешение видео (максимальное): 1280 x 720.

## Nokia Belle
В аппарате предустановлена обновлённая операционная система от Nokia под названием Nokia Belle (Symbian Belle). Nokia Belle была официально анонсирована 24 августа 2011 года, вместе со смартфоном Nokia 701.

### Нововведения
- В новой ОС полностью переработан интерфейс, появилась возможность произвольно располагать виджеты на рабочих столах;
- Количество рабочих столов увеличено с трех до шести (по сравнению с Symbian^3);
- Появилась панель оповещений, где можно просмотреть все важные события (Пропущенные звонки, SMS, события календаря), а также включить Bluetooth или Wi-Fi.

## Внешний вид

### Общие сведения
- Смартфон выполнен в форм-факторе моноблок, представляет собой копию смартфона Nokia C7;
- На лицевой панели расположен дисплей размером 3,5", над ним справа находятся датчики освещения и приближения, а также модуль фронтальной камеры. Под дисплеем находятся кнопки приема и отбоя вызова, а также кнопка меню. Все клавиши подсвечены;
- На правой грани размещены качелька регулировки громкости, кнопка вызова голосового управления, ползунок блокировки и затвор камеры;
- На левой грани имеется лишь стандартный Nokia-разъем для подключения зарядного устройства;
- На верхней грани расположены разъём MicroUSB с индикатором зарядки, закрытый заглушкой, затем разъем для подключения гарнитуры 3,5 мм, а также кнопка включения;
- На нижней грани находится отверстие для крепления для ремешка.

### Размеры
- Размер: 117,2 x 56,8 x 11 мм.;
- Вес (с аккумулятором): 131 г.;
- Объём: 64 см3

### Клавиши и методы ввода
- Сенсорное управление;
- Алфавитно-цифровая виртуальная клавиатура и полная виртуальная клавиатура;
- Клавиша меню, клавиши приема и окончания разговора.

### Дисплей и пользовательский интерфейс
- Размер экрана: 3.5";
- Разрешение: 16:9 nHD (640 x 360 пикселей) IPS с ClearBlack;
- 16.7 миллион цветов;
- Емкостный сенсорный экран;
- Датчик ориентации (акселерометр);
- Датчик приближения;
- Датчик внешнего освещения.

### Персонализация
- До шести настраиваемых рабочих столов со свободно располагаемыми виджетами;
- Настраиваемые темы оформления;
- Настраиваемые профили;
- Рингтоны: MP3, AAC, eAAC, eAAC +, WMA, AMR-NB, AMR-WB.

## Комплект поставки
В комплект поставки входят:
- Смартфон Nokia 701;
- Батарея Nokia BL-5K;
- Кабель для подключения к компьютеру Nokia CA-179;
- Стереогарнитура Nokia WH-207;
- Компактное зарядное устройство Nokia AC-15 (AC-8C + CA-101C в Китае);
- Краткое руководство пользователя.